# Resolució 618 del Consell de Seguretat de les Nacions Unides
La Resolució 618 del Consell de Seguretat de les Nacions Unides, aprovada per unanimitat el 29 de juliol de 1988 després de recordar la resolució 579 referent a la presa d'ostatges, el Consell va condemnar el segrest del tinent coronel William R. Higgins, va exigir que fos alliberat immediatament i va exhortar als Estats membres al fet que usessin la seva influència per promoure la implementació de la resolució.
La resolució no va ser implementada i posteriorment Higgins va ser torturat i assassinat pels seus captors.